# جاكوب مان
جاكوب مان (1715 بإنجلترا في المملكة المتحدة - )  (بالإنجليزية: Jacob Mann)‏ هو لاعب كريكت بريطاني.